# شهرستان کاشارسکی
شهرستان کاشارسکی (به لاتین: Kasharsky District) یک شهرستان در روسیه است که در استان روستوف واقع شده‌است.